# Русская (Ростовская область)
Ру́сская — слобода в Советском районе Ростовской области.
Входит в состав Калач-Куртлакского сельского поселения.

## Население
| 2010 |
| ---- |
| 18   |

## Улицы
В слободе имеется одна улица — Лесная.